# Małgorzata Radkiewicz
Małgorzata Radkiewicz (ur. 1971) – polska filmoznawczyni, profesor nauk humanistycznych. W swoich badaniach skupia się na teorii gender oraz na kobiecej twórczości w dziedzinie sztuki filmowej.

## Kariera
W 1995 ukończyła studia z filologii na Uniwersytecie Jagiellońskim. Doktoryzowała się w 1999 rozprawą zatytułowaną W poszukiwaniu sposobów ekspresji. O filmach Jane Campion i Sally Potter na tej samej uczelni. W 2007 otrzymała stopień doktora habilitowanego na podstawie rozprawy pod tytułem Młode wilki polskiego kina. Kategoria gender w debiutach lat 90.. W 2018 uzyskała tytuł profesora nauk humanistycznych. 
Jest także autorką takich książek, jak Derek Jarman: portret indywidualisty (2003), „Władczynie spojrzenia”: teoria filmu a praktyka reżyserek i artystek (2010), Oblicza kina queer (2014), Modernistki o kinie: kobiety w polskiej krytyce i publicystyce filmowej 1918−1939 (2016), Refleksje zza kamery. Reżyserki o kinie i formie filmowej (2022), jak również redaktorką naukową publikacji takich jak Gender w humanistyce (2001), Gender–kultura–społeczeństwo (2002), Gender w kulturze popularnej (2003) oraz (Nie)widzialne kobiety kina (2018, wraz z Moniką Talarczyk). Publikuje również na łamach czasopism „Rita Baum", „Kwartalnik Filmowy", „Przegląd Kulturoznawczy", „Kultura Współczesna". 
Stypendystka Ministerstwa Kultury i Dziedzictwa Narodowego (2015), koordynatorka projektu badawczego finansowanego przez Narodowe Centrum Nauki w latach 2015–2018.
Jest członkinią Polskiego Towarzystwa Kulturoznawczego oraz Polskiego Towarzystwa Badań nad Kulturą i Mediami.